# Frederick Adam
Sir Frederick Adam (17. června 1781, Blairadam House, Skotsko – 17. srpna 1853) byl britský generál. Od čtrnácti let sloužil v armádě a bojoval v napoleonských válkách, vyznamenal se v bitvě u Waterloo (1815). Později byl guvernérem v Madrasu (1832–1837) a v roce 1848 dosáhl hodnosti generála.

## Životopis
Pocházel z významné skotské rodiny, narodil se na zámku Blairadam House jako třetí syn čtvrtý syn právníka Williama Adama (1751–1839), lorda nejvyššího sudího ve Skotsku, po matce pocházel ze starého šlechtického rodu Elphinstone a byl synovcem admirála Keitha. Do armády vstoupil ve čtrnácti letech v roce 1795, poté studoval na vojenské škole ve Woolwichi a zúčastnil se válek proti revoluční Francii. Pod velením generál Abercrombyho bojoval v Egyptě a rychle postupoval v hodnostech (major 1803, podplukovník 1804). V letech 1806–1811 sloužil na Sicílii, poté bojoval proti napoleonským vojskům na Pyrenejském poloostrově a ve Španělsku byl v roce 1813 dvakrát zraněn. V roce 1814 dosáhl hodnosti generálmajora a vyznamenal se v bitvě u Waterloo. V roce 1815 byl dekorován rytířským křížem Řádu lázně s nárokem na šlechtický titul Sir.
Po napoleonských válkách nadále sloužil v armádě a v roce 1821 obdržel velkokříž Řádu sv. Michala a sv. Jiří. V letech 1824–1832 byl vysokým komisařem na okupovaných Jónských ostrovech, kde získal oblibu vybudováním řady veřejných staveb na ostrově Korfu a v roce 1830 povýšen do hodnosti generálporučíka (1830). Aktivní kariéru zakončil jako guvernér v Madrasu (1832–1837). V roce 1835 byl jmenován členem Tajné rady a nakonec dosáhl hodnosti generála (1846).
Byl třikrát ženatý, z posledního manželství s Anne Maberly (1818–1904) pocházel syn Charles Frederick Adam (1852–1913), který působil v diplomatických službách.
Frederickův starší bratr Sir Charles Adam (1780–1853) byl admirálem Royal Navy a třikrát zastával funkci prvního námořního lorda (1834, 1835–1841 a 1846–1847).